# Kontinental Cup (KHL)
Kontinental Cup, (ryska: Кубок Континента), är trofé som går till vinnaren av grundserien i Kontinental Hockey League (KHL). Priset instiftades 2010, det vill säga andra säsongen av KHL.

## Cup vinnare
I tabellen nedan ses vinnarna, och dess framgång i slutspelet, år för år.
| W | Lag från Western Conference |
| E | Lag från Eastern Conference |

| Säsong    | Lag | Lag                  | Spelade matcher | Poäng | Slutspelsresultat               | Slutspelsvinnare       |
| --------- | --- | -------------------- | --------------- | ----- | ------------------------------- | ---------------------- |
| 2009/2010 | E   | Salavat Julajev Ufa  | 56              | 129   | Förlust i Konferens final       | Ak Bars Kazan          |
| 2010/2011 | E   | Avangard Omsk        | 54              | 118   | Förlust i Konferens semifinal   | Metallurg Magnitogorsk |
| 2011/2012 | E   | Traktor Tjeljabinsk  | 54              | 114   | Förlust i Konferens final       | Avangard Omsk          |
| 2012/2013 | W   | SKA Saint Petersburg | 52              | 115   | Förlust i Konferens final       | Dynamo Moskva          |
| 2013/2014 | W   | Dynamo Moskva        | 54              | 115   | Förlust i Konferens kvartsfinal | Lokomotiv Jaroslavl    |
| 2014/2015 | W   | CSKA Moskva          | 60              | 139   | Förlust i Konferens final       | SKA Saint Petersburg   |